# Dany Caligula
Dany Caligula   (Thiais, 5 de setembre de 1992), pseudònim de Dany Roucaute, és un youtuber i streamer francès que destaca per fer contingut relacionat amb la filosofia i que fomenta tot sovint el debat polític.
D'ençà que es va tornar okupa, té un canal de YouTube de divulgació de filosofia i ciències socials, on va publicar la columna Doxa entre el 2013 i el 2015. Després, va continuar a crear vídeos de temes polítics i filosòfics variats, com ara entorn de la Llei del Treball. El 2020, va llançar el seu canal de Twitch, en el qual acull també debats polítics.

## Vida primerenca
Va néixer als suburbis de París, fill de pare obrer i de mare dida. Va descobrir la filosofia als 15 anys amb El mite de Sísif d'Albert Camus. Va estudiar-ne a la Universitat de Tolosa-Joan Jaurés després, entre el 2012 i el 2015.

## Producció de vídeo
El 2013, inspirat en el treball del youtuber Usul, va encetar la columna mensual de vídeos Doxa a YouTube, que pretenia popularitzar les humanitats i la filosofia. Va signar amb la cadena multicanal Machinima, per qui va estar contractat fins al març de 2016 i amb la qual va acabar descontent. El 2015, va participar junt amb altres youtubers en un vídeo de La Quadrature du Net defensant un informe de l'eurodiputat Felix Reda, que demanava que es relaxi l'aplicació dels drets d'autor a Internet.
El 2016, mentre generaven tensions socials la Llei del Treball, la modernització del diàleg social i l'assegurament de la carrera professional gràcies a Myriam El Khomri, ell es va implicar acompanyat d'altres creadors de vídeos contra aquesta llei dins del col·lectiu #OnVautMieuxQueÇa. També va llançar el programa Peer-to-Peer, un reclam dels problemes de drets d'autor a YouTube. El mateix any, va publicar un vídeo en el qual criticava el youtuber Le Raptor i el paper que tenien els seus vídeos en l'assetjament de la influenciadora i columnista feminista Marion Séclin. Caligula mateix va ser víctima de ciberassetjament arran de la publicació d'aquest vídeo.
El 2017, va publicar la sèrie de vídeos Qui choisir ?, que elabora una anàlisi política dels candidats a les eleccions presidencials franceses del moment. Va treballar en aquest contingut amb Histony. L'abril d'aquell any, va aturar la producció de contingut audiovisual a internet per mor de l'assetjament desmesurat que va patir. Es trobava desvalgut, endeutat i sense llar. Va tornar a YouTube el 2018 amb Réponse à Internet, un vídeo que inclou 5 insults que va rebre (d'entre els quals «cuck» i «pédé») com a pretext per a abordar una sèrie de temes relacionats amb la polarització d'opinions a les xarxes socials. El 2019, va guionitzar, dirigir i produir Le Seum du Sens, un videoassaig experimental.
El 2021, amb Cassandre, investigadora en estudis de gènere, va publicar una sèrie de tres vídeos sobre gènere en clau queer.

## Streaming
Des del 2020, ha acollit en directe debats polítics a Twitch, que el mitjà Télérama descriu com «una mena de ràdio lliure de masclisme, que barreja testimonis, referències filosòfiques, converses polítiques i humor a internet.» També presenta un programa anomenat Squat philo.